# Kožljek
Kožljek je naselje v Občini Cerknica.

## Prebivalstvo
Etnična sestava 1991:
- Slovenci: 52 (100 %)